# كانون 1000 دي
كانون 1000 دي (بالإنجليزية: Canon EOS 1000D)‏ وفي اليابان تسمى EOS Kiss F وفي أمريكا EOS Rebel XS هي كاميرا احترافية 10.1 ميجا بيكسل من إنتاج شركة كانون والتي طرحت في الأسواق في صيف 2008

## التفاصيل
تستطيع التقاط صور بدقة تصل إلى 10.1 ميجا بكسل. الكاميرا تقدم شاشة عرض بقياس 2.5 إنش و التي تمكن المستخدم من التقاط الصور مباشرة عبر الشاشة و ليس فقط باستخدام العدسة كما كان الوضع في الإصدار السابق Rebel XT. كما تقدم تحسينات طرأت على عمر البطارية, نظام ثبات الصورة عبر عدسة مطورة يفترض أن تقدم وفقا للشركة أداء عالي للغاية في ثبات الصورة حتى في ظروف الإضاءة الخافتة. تدعم الكاميرا كروت الذاكرة من النوع SD و SDHC, كما أنها مزودة بنظام E-TTL II للإضاءة المرتبطة بالمساحة عند استخدام الفلاش 
1. ↑  كانون تكشف عن EOS 1000D الجديدة نسخة محفوظة 29 أكتوبر 2018 على موقع واي باك مشين.